# Call of Duty 2
Call of Duty 2 és la segona edició del videojoc Call of Duty. Com l'anterior, és un videojoc de guerra en primera persona basat en la Segona Guerra Mundial, duent al jugador per una sèrie de missions a Europa, en la pell d'un soldat anglès, americà i rus. El joc va ser produït per Activision, desenvolupat per Infinity Ward, sota la distribució de Infogrames.